# Эпинуа, Александр-Гийом де Мелён
Александр-Гийом де Мелён (фр. Alexandre-Guillaume de Melun; 1619 — 16 февраля 1679, Антуэн), 6-й принц д'Эпинуа — французский военный деятель.

## Биография
Второй сын Гийома III де Мелёна, принца д'Эпинуа, и Эрнестины-Клер-Эжени де Линь д'Аренберг.
Маркиз де Рубе, граф де Нешен, бургграф Гентский, барон д'Антуэн, коннетабль и наследственный сенешаль Фландрии.
В 1634 году его отец бежал из Испанских Нидерландов во Францию и владения Мелёнского дома снова были конфискованы. В ходе Мюнстерского конгресса дети Гийома III потребовали реституции. Вестфальский мир снова аннулировал все конфискации, но война Испании с Францией закончилась только в 1659 году и, хотя Пиренейский мир подтвердил прежние договоры, имущество Мелёнов не было возвращено.
Выбрав с юности военное дело, принц участвовал во всех экспедициях маршалов Ла-Мейере и Гасьона, и находился рядом с последним, когда тот был смертельно ранен при осаде Ланса в 1647 году. Принимал участие в большинстве кампаний, вплоть до заключения Пиренейского мира.
31 января 1661 Александр-Гийом был пожалован в рыцари орденов короля. В 1665 году ему были предоставлены дворцовые почести.
В ходе Деволюционной войны в 1667 году был ранен при осаде Дуэ: ядро ударило его в локоть. Принц поставил перед Людовиком XIV вопрос о реституции, и после подписания Ахенского мира владения были возвращены.
Сопровождал короля при осаде Маастрихта в 1673 году, и продолжал держать оружие, пока это позволяло здоровье.
Умер в своем замке Антуэн, останки были погребены в доминиканской церкви в Лилле.

## Семья
1-я жена (19.04.1665): Луиза-Анна де Бетюн (ок. 1643—14.09.1666), дочь Луи де Бетюна, графа де Шаро, герцога и пэра Франции, и Мари Л'Эскалопье. Умерла при родах
Дочь:
- Луиза-Мари-Тереза (09.1666—31.10.1683). Муж (контракт 23.10.1679): Арман де Бетюн (1663—1747), герцог де Шаро, ее двоюродный брат

2-я жена (29.05.1668): Жанна-Пелажи де Роган-Шабо (ум. 18.08.1698), дочь Анри Шабо, герцога де Рогана, и герцогини Маргерит де Роган
Дети:
- Луи I де Мелён (1673—24.09.1704), 7-й принц Эпинуа. Жена (7.10.1691): Элизабет-Тереза де Лоррен (5.04.1664—7.03.1748), принцесса де Лильбонн, дочь Франсуа-Мари де Лоррена, принца де Лильбонн, и Анны Лотарингской
- Франсуа-Мишель-Огюст (14.12.1674—12.1691)
- Мари-Маргерит-Франсуаза (7.05.1671—4.04.1759)
- Анна (11.08.1672—2.11.1734)